# جودی کلارک

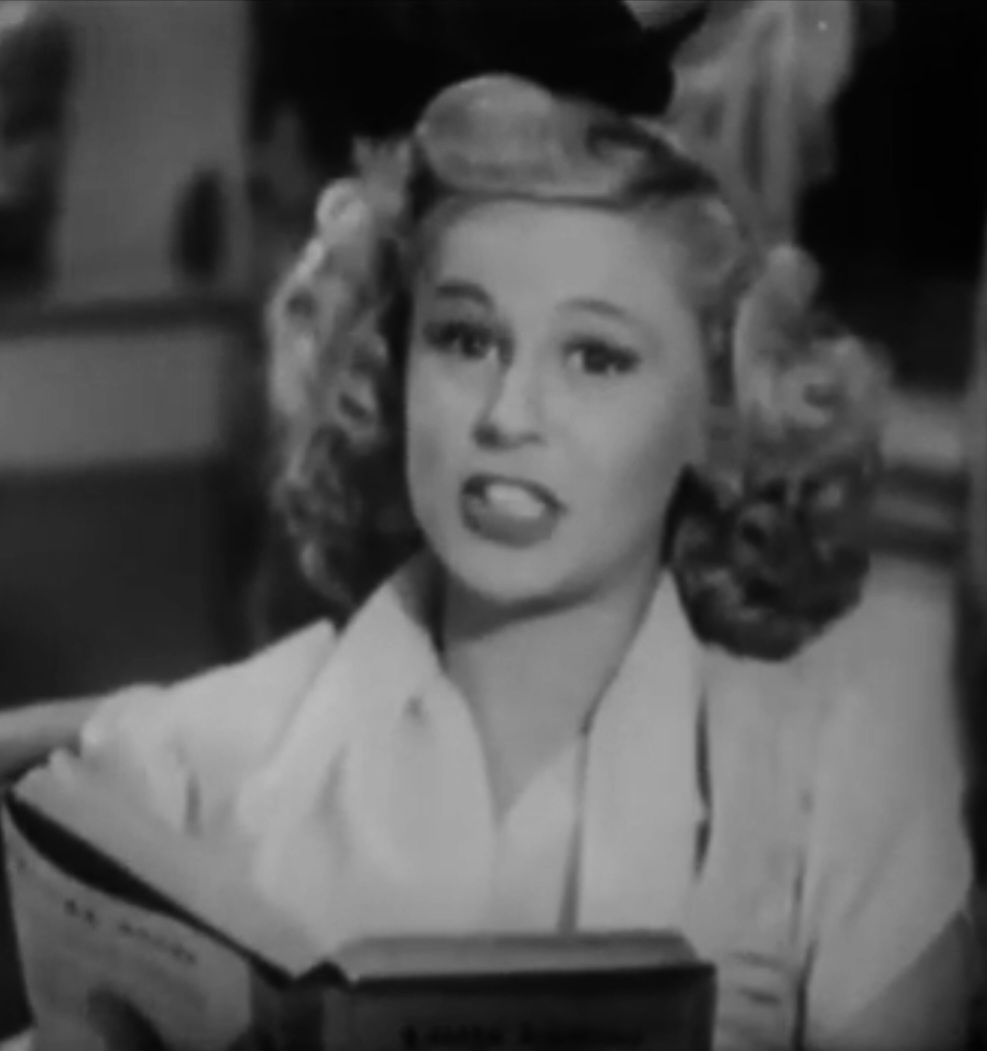
جودی کلارک هنرپیشه آمریکایی

جودی کلارک (انگلیسی: Judy Clark زاده ۹ ژوئن ح. ۱۹۲۴–۱۹۲۱ - درگذشته ۲۷ اکتبر ۲۰۰۲) یک هنرپیشه سینما و تلویزیون ایالات متحده آمریکا اهل است. وی بین سال‌های ۱۹۴۲–۱۹۶۲ فعالیت داشت